# Polyouratea
Polyouratea là một chi thực vật có hoa trong họ Ochnaceae.

## Loài
Chi Polyouratea gồm các loài: